# Parafia św. Andrzeja Boboli w Krzeczowicach
Parafia św. Andrzeja Boboli w Krzeczowicach – parafia rzymskokatolicka, znajdująca się w archidiecezji przemyskiej, w dekanacie Przeworsk II.

## Historia
Krzeczowice były wzmiankowane już w 1515 roku. W 1770 roku został zbudowany kościół, który podczas reform józefińskich został przez Austriaków przekształcony w cerkiew greckokatolicką.
W 1945 roku cerkiew zaadaptowano na kościół rzymskokatolicki. 7 lutego 1946 roku dekretem bpa Franciszka Bardy została erygowana ekspozytura pw. św. Andrzeja Boboli, z wydzielonego terytorium parafii Siennów.
W 1984 roku rozpoczęto budowę murowanego kościoła, według projektu inż. Romana Orlewskiego, który 23 października 1988 roku został poświęcony przez bpa Stefana Moskwę.
Na terenie parafii jest 847 wiernych.
Proboszczowie parafii:
1946–1948. ks. Józef Duda (ekspozyt).
1948–1957. ks. Tomasz  Żarów (administrator excurrendo z Siennowa).
1957–1960. ks. Jan Habrat (ekspozyt).
1960–1962. ks. Mieczysław Zając (ekspozyt).
1962–1983. ks. Eugeniusz Fil (ekspozyt).
1983–2000. ks. Stanisław Ruszała.
2000–2002. ks. Kazimierz Pacyniak.
2002–2021. ks. Jacek Teichman.
2021–2023. ks. Tadeusz Zagaja.
2023– nadal ks. Krzysztof Pomykała.